# جيرار عجيميان
جيرار عجيمان (بالأرمنية: Ջերարդ Աճեմյան)‏ هو لاعب كرة قدم لبناني لعب في مركز الهجوم مع نادي الهومنتمن بيروت وباغاميان ومنتخب لبنان لكرة القدم.
شارك في المباراة الدولية الأولى للمنتخب اللبناني عام 1940 ضد منتخب فلسطين الانتدابية، وإنتهت المباراة بخسارة لبنان 5–1. كما مثّل منتخب بيروت في 1946 في مباراة وديّة ضد نادي الإسكندرية، والتي خسرها لبنان أيضًا بنتيجة 3–0.